# تجربة العدسية الجذبية الضوئية

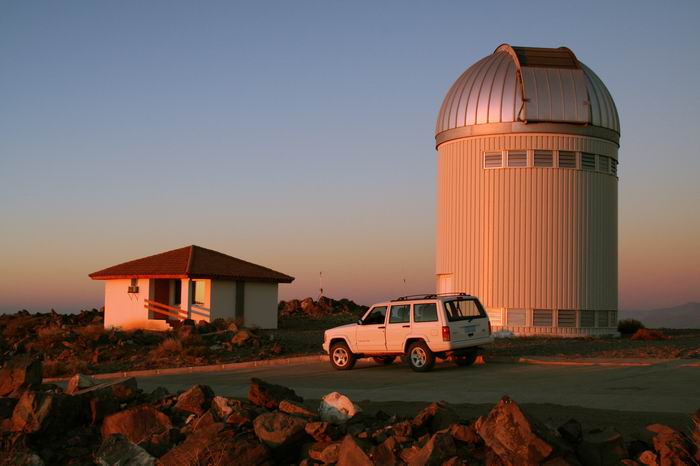
تلسكوب أوجلي في مرصد لاس كامباناس.

صورة تخيلية للكوكب كوكب OGLE-2005-BLG-390Lb الذي اكتشفته المجموعة العلمية «أوجلي».

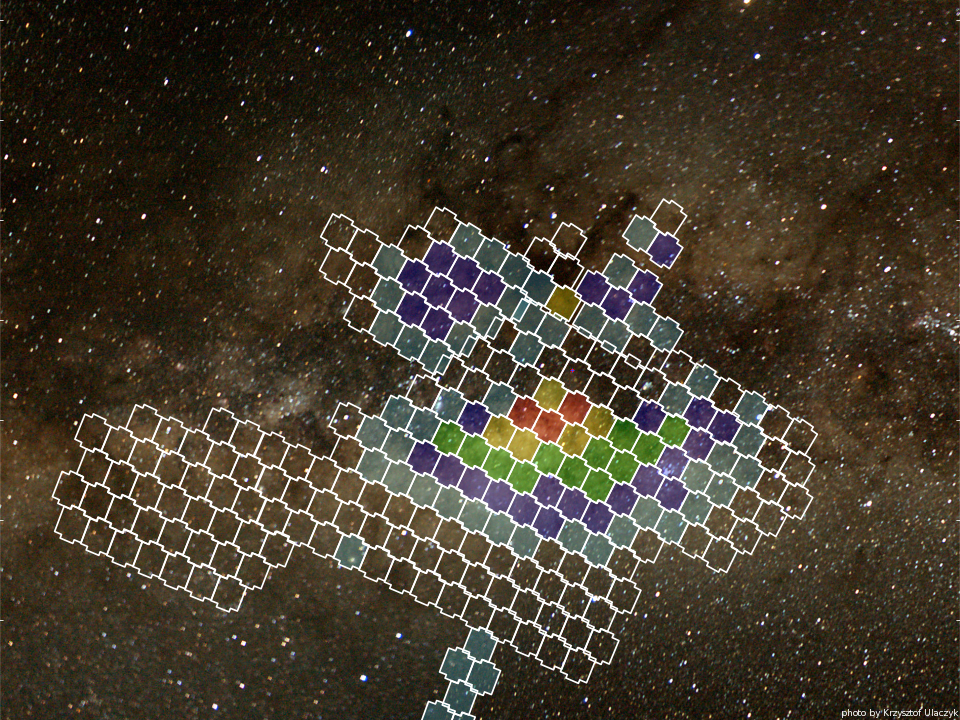
تجربة OGLE-IV لحقول حوصلة المجرة، عن OGLE-IV sky coverage.

تجربة العدسية الجذبية الضوئية أو اختصارًا تجربة أوجلي (بالإنجليزية: Optical Gravitational Lensing Experiment أو OGLE)‏ في الفلك، هي تجربة فلكية تقوم بها جامعة وارسو ببولندا في إطار الكشف عن المادة المظلمة بواسطة استخدام تقنية مبنية على الظاهرة الطبيعية المسماة عدسية صغرية جذبية. وقد نجحت التجربة منذ بدايتها في عام 1992 في اكتشاف عدة كواكب خارج المجموعة الشمسية كمكتسب فرعي من التجربة. يشرف على مشروع التجربة الأستاذ الدكتور «أندرزي أودالسيكي» وهو الذي قام بنشر بحث عن اكتشاف كوكب OGLE-2005-BLG-390Lb .
أهم اهداف التجربة سحابة ماجلان الكبرى وحوصلة المجرة حيث تكثر فيها كثافة النجوم التي تساعد على طريقة القياس بواسطة العدسية الصغرية microlensing أثناء عبور نجمي. وقد أجريت معظم المشاهدات بواسطة مرصد لاس كامباناس في شيلي. كما يتضمن مشروع البحث التعاون بين جامعة برنستون ومؤسسة كارنجي.

## مراحل المشروع
دخل مشروع البحث الآن مرجلته الرابعة. وكانت المرحلة الأولي بين الأعوام 1992 -1995، وتبعتها المرحلة الثانية «أوجلي 2» (1996 - 2000) حيث أنشيء تلسكوب خصيصا لذلك في مرصد لاس كامباناس بشيلي. وبنيت كاميرا CCD مكونة من 8 شرائح مصفوفة في بولندا وتم نقلها إلى شيلي. واختصت المرحلة الثالثة من المشروع «أوجلي 3» (من 2001 - 2009) لاكتشافات العدسية الصغرية الجذبية وعبور الكواكب في أربعة حقول: حوصلة المجرة وكوكبة القاعدة  وسحابة ماجلان الكبرى وسحابة ماجلان الصغرى.
وكان من بين نتائج المشروع الجانبية هو رصد مستمر لمئات الملايين من النجوم، ادى هذا الرصد إلى إنشاء أكبر فهرس للنجوم المتغيرة، كما اكتشفت أول كواكب خارج المجموعة الشمسية بواسط العدسية الصغرية.
وفي عام 2010 بدأت المرحلة الرابعة لمشروع أوجلي، OGLE-IV ، بعد بعض التجهيزات الهندسية التي أجريت عام 2009، كما جهز المرصد بكاميرا CCD ذات 32 شريحة مصفوفة. والغرض من المرحلة الرابعة هو زيادة عدد اكتشاف الكواكب المكتشفة بتقنية العدسية الصغرية والتي يسعان عليها بالكاميرا الجديدة.

## كواكب اكتشفت
اكتشفت حتى الآن 17 كوكبًا من خلال مشروع أوجلي. اكتشفت 8 منها بطريقة العبور الفلكي، واكتشفت 6 بواسطة العدسية الصغرية الجذبية.